# 하얀무지개

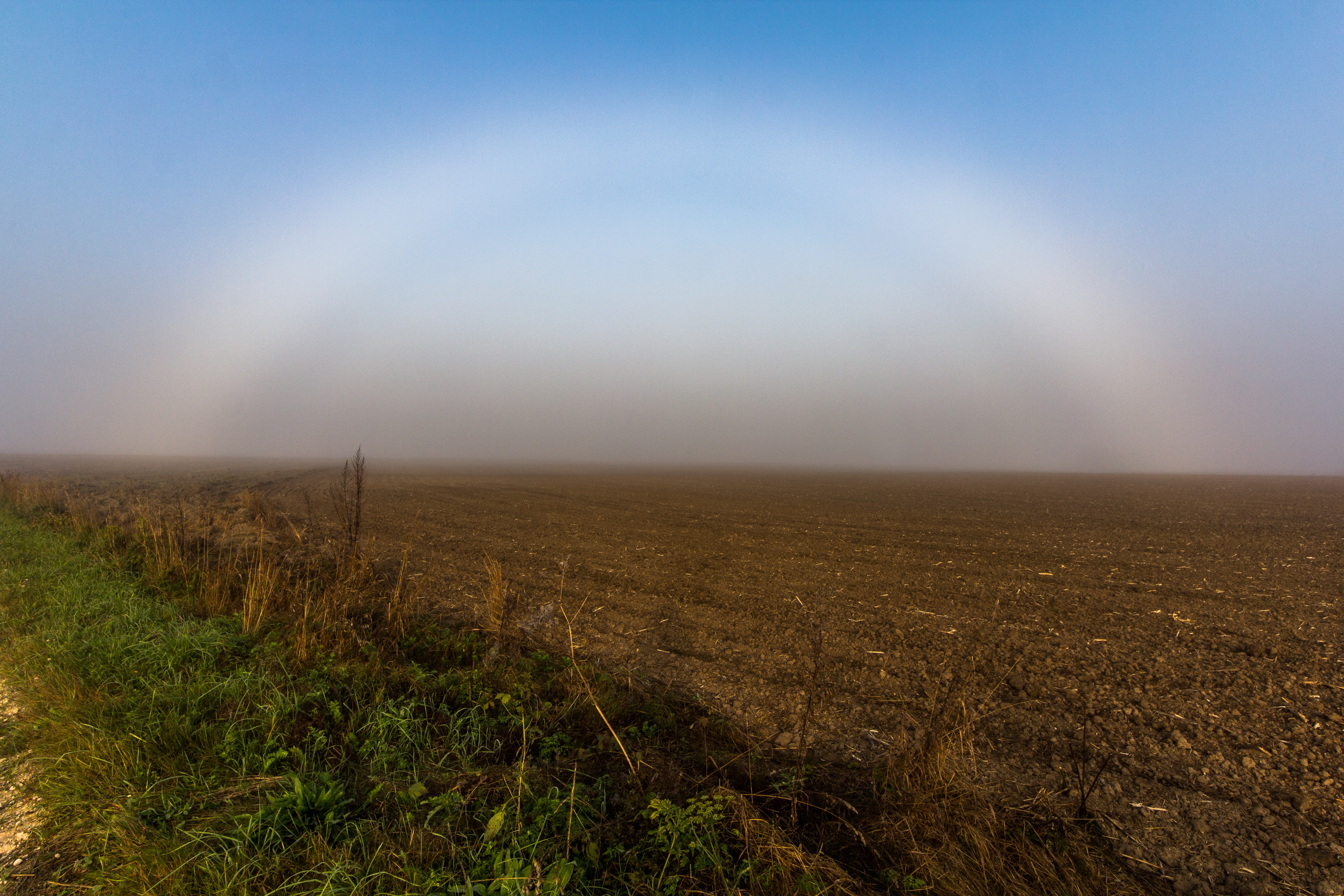

하얀무지개(white rainbow), 안개무지개(fog bow), 무홍(霧虹)은 무지개와 비슷한 현상이다. 그러나 이름에서 알 수 있듯이 비 (날씨)보다는 안개 속의 무지개처럼 보인다. 안개를 일으키는 물방울의 크기가 0.05mm(0.0020인치)보다 작기 때문에 안개 띠는 외부 가장자리가 빨간색이고 내부 가장자리가 푸른색을 띠는 매우 약한 색상만 나타낸다. 작은 물방울의 회절 효과에 의해 번짐으로 인해 색상이 희미해진다.
많은 경우, 물방울이 매우 작을 때 안개 띠는 흰색으로 나타나므로 하얀무지개로 불린다. 더 큰 각도 크기와 함께 이러한 색상 부족은 회절로 인해 여러 개의 옅은 색상의 고리가 있는 글로리(glory)와 구별되는 하얀무지개의 특징이다. 이를 형성하는 물방울의 크기가 거의 모두 같을 때 하얀무지개는 여러 개의 내부 고리, 즉 주 무지개보다 더 강한 색상을 가질 수 있다.

## 같이 보기
- 천정호
- 채운
- 무리 (물리학)
- 달무지개
- 환일